# HD 155358 c
HD 155358 c is een exoplaneet bij de ster HD 155358, 142 lichtjaar van ons vandaan in het sterrenbeeld Hercules. HD 155358 c is een gasreus draait op een gemiddelde afstand van 1,224 Astronomische eenheden van HD 155358 met een periode van 530,3. De planeet heeft een excentrieke baan en heeft een massa van ten minste de helft die van Jupiter.

## Referentie
- (en)  Extrasolar Planets Encyclopaedia